# V (Vanessa Hudgens album)
V är Vanessa Anne Hudgens debutalbum, utgivet den 26 september 2006.

## Låtförteckning
1. "Come Back to Me" (Armato, James, Beckett, Crowley) – 2:47
2. "Let Go" (Bojanic, Hooper, Levan) – 2:48
3. "Say OK" (Birgisson, Kotecha) – 3:41
4. "Never Underestimate a Girl" (Gerrard, Nevil) – 3:03
5. "Let's Dance" (Gerrard, Jeberg, Benenate) – 2:53
6. "Drive" (Haywood, Norland) – 3:25
7. "Afraid" (James, Haywood, Spalter) – 3:17
8. "Promise" (James, Haywood, Peiken) – 3:16
9. "Whatever Will Be" (Kotecha, Falk, Shultze) – 3:47
10. "Rather Be with You" (Bojanic, Hooper) – 3:34
11. "Psychic" (Vieira) – 3:01
12. "Lose Your Love" (Vieira) – 3:01

### Bonuslåtar
1. "Too Emotional" - 2:56
2. "Drip Drop" - 3:38
3. "Don't Talk" (Armato, James, Nick Scappa) - 2:37
4. "Make You Mine" - (Gerrard, Kara DioGuardi) - 3:42
5. "Come Back To Me: Chris Cox Party Mix"
6. "Come Back To Me: Chris Cox Club Mix"